# Lin Bohong
Lin Bohong (chino: 林柏宏) también conocido como Austin Lin, es actor y cantante taiwanés.

## Biografía
Estudió en el National Taiwan Normal University.

## Carrera
Es miembro de la agencia "Zhouzi Entertainment", previamente fue miembro de la agencia "Gin Star Entertainment".
En el 2007 participó en la segunda temporada de la competencia de canto taiwanesa, One Million Star.
En 2009 realizó su debut en el cine cuando apareció en la película Somewhere I Have Never Traveled.
El 13 de junio del 2018 se unió al elenco principal de la serie Unexpected donde interpretó a He Jie, un artista de manga, hasta el final de la serie ese mismo año.
En el 2019 se unió al elenco de la serie I Will Never Let You Go donde interpretó a Dong Fangshi.
El 15 de noviembre del mismo año aparecerá en el elenco principal de la película Somewhere Winter.

## Filmografía

### Series de televisión
| Año  | Título                   | Personaje      | Notas        |
| ---- | ------------------------ | -------------- | ------------ |
| 2019 | I Will Never Let You Go  | Dong Fangshi   |              |
| 2018 | Unexpected               | He Jie         | 23 episodios |
| 2016 | Rock Records in Love     | Zheng Xiang    | (historia 7) |
| 2015 | The Best of Youth        | Li Tian Ming   | 20 episodios |
| 2015 | Master of Everything     | -              |              |
| 2014 | Campus Legend            | -              |              |
| 2014 | The Kindaichi Case Files | -              |              |
| 2013 | The Pursuit of Happiness | Zhou Da Kai    |              |
| 2012 | An Innocent Mistake      | -              |              |
| 2012 | Lady Maid Maid           | Liu Shu Yu     |              |
| 2012 | Home                     | Guo Zong Liang |              |
| 2011 | The Soilders             | -              |              |
| 2011 | Sprouting Probability    | -              |              |
| 2011 | Shiningstar              | -              |              |
| 2010 | Echo                     | -              |              |
| 2010 | Rice Family              | Guan Qiang Ni  |              |

### Películas
| Año  | Título                                                   | Personaje                | Notas                                                                      |
| ---- | -------------------------------------------------------- | ------------------------ | -------------------------------------------------------------------------- |
| 2019 | Somewhere Winter                                         | -                        | junto a Wallace Huo, Ma Sichun, Wei Daxun y Zhang Yao                      |
| 2019 | The Knight of Shadows: Between Yin and Yang              | -                        | junto a Jackie Chan, Ethan Ruan, Elane Zhong y Lin Peng                    |
| 2018 | To My 19-Year-Old                                        | Mo Xiao Feng             | junto a Shi An Ni y He Ming Han                                            |
| 2018 | Wings Over Everest                                       | -                        | junto a Zhang Jingchu y Koji Yakusho                                       |
| 2017 | Inference Notes                                          | Li Xiao Chong            | junto a Chen Duling, Wang Duo, Jin Shijie, Wang Gang y Fok Siu-Man         |
| 2016 | At Cafe 6                                                | Xiao Bo Zhi              | junto a Dong Zijian, Cherry Ngan, Ouyang Nini, Ireine Song y Frankie Huang |
| 2015 | Go Lala Go 2                                             | Xiao Wen                 | junto a Ariel Lin, Vic Zhou, Chen Bolin, Nana, Vivian Wu y Michelle Chen   |
| 2015 | True Love Is a Ghost of a Chance                         | -                        | junto a Jian Manshu, Tsai Chen-Nan, Phoebe Huang, Ili Zheng y Fok Siu-Man  |
| 2015 | The Missing Piece                                        | Lin Dao Feng             | junto a Ella Chen, Tsai Chen-Nan, Lin Mei-Chao y Ying Weimin               |
| 2014 | Endless Nights in Aurora                                 | Chang Bei Chuan          | junto a Rainie Yang, Chris Wang, Chi Chin y Didy Lin                       |
| 2014 | Anywhere, Somewhere, Nowhere                             | Lee Ming                 | junto a Ray Chang, Lin Chenxi, Tou Chung-Hua, Jessie Zhang y Jack Kao      |
| 2014 | Campus Storm                                             | -                        | junto a Apple Lin, Yi Guang, Huang Weiting, Shang Liang y Amber Chen       |
| 2014 | Sweet Alibis                                             | Wang Chun Wei / "Johnny" | junto a Alec Su, Ariel Lin, Matt Wu, Lei Hong y Lang Tsu-yun               |
| 2014 | Transformers 4: Age of Extinction                        | Conductor de Attinger    | junto a Kelsey Grammer                                                     |
| 2014 | Kindaichi Shonen no Jikenbo: Gokumon Juku Satsujin Jiken | Lin                      |                                                                            |
| 2011 | Leaving Gracefully                                       | -                        |                                                                            |
| 2009 | Somewhere I Have Never Travelled                         | Xian Ge Ge               | junto a Yu Shin, Li Yun-yun, Mei Fang, i Yung-feng y Lin Mei-hsiu          |

### Programas de variedades
| Año  | Programa                    | Notas               |
| ---- | --------------------------- | ------------------- |
| 2019 | Happy Camp                  | invitado            |
| 2017 | Who's the Murderer Season 2 | (ep. #3) - invitado |
| 2014 | City Color                  |                     |
| 2014 | Kangxi Coming               |                     |
| 2007 | One Million Star            | concursante         |

### Anuncios
| Año  | Título               | Notas |
| ---- | -------------------- | ----- |
| 2010 | ROCKCOCO X OPEN      |       |
| 2010 | Ice Fire Vodka Drink |       |
| 2008 | Yogo Fresh           |       |
| 2007 | HP Photosmart C5280  |       |
| 1998 | Laohu Yatzi          |       |

### Aparición en videos musicales
| Año  | Artista / Grupo | Canción                         | Notas                         |
| ---- | --------------- | ------------------------------- | ----------------------------- |
| 2020 | Wu Tsing-Fong   | "Outsider"                      | junto a Janine Chang          |
| 2019 | Wu Tsing-Fong   | "太空人"                        | junto a Janine Chang          |
| 2014 | Dears           | "Jogging Shoes"                 | aparición en videos musicales |
| 2013 | David Tao       | "The Promise"                   | aparición en videos musicales |
| 2012 | Jolin Tsai      | "Wandering Poet"                | aparición en videos musicales |
| 2012 | GiGi Leung      | "Huan Yue"                      | aparición en videos musicales |
| 2010 | Wan Fang        | "eeing Happiness Smiling At Me" | aparición en videos musicales |

## Discografía
| Año  | Título                          | Álbum                                    | Notas |
| ---- | ------------------------------- | ---------------------------------------- | ----- |
| 2009 | Somewhere I Have Never Traveled | OST de "Somewhere I Have Never Traveled" | [ 4 ] |

## Premios y nominaciones
| Año  | Categoría                 | Premio                          | Película  | Resultado |
| ---- | ------------------------- | ------------------------------- | --------- | --------- |
| 2016 | Best Supporting Actor     | Golden Horse Award              | At Cafe 6 | Ganó      |
| 2016 | Most Attractive New Actor | China Movie Channel Media Award | At Cafe 6 | Ganó      |